# María Ángeles de Armas
María Ángeles de Armas (Madrid, 1941 - Maqueda, 17 de noviembre de 2006) fue una pintora y escritora española 

## Trayectoria
De Armas era nieta de Justo de Lara, cervantista y académico de la lengua española y biznieta de la poetisa cubana Fermina de Cárdenas (Ena de Rohan). Comenzó a escribir en su adolescencia y participó en los recitales poéticos de Alforjas para la poesía, Adelfos, Tartesos, Versos a media noche, entre otros.
En Madrid, realizó sus estudios de Bellas Artes, y en 1978 ganó el primer premio en la Bienal de Venecia. Sus obras se encuentran en los más importantes museos de España y en grandes colecciones extranjeras.
Desde 1955 a 1959 publicó dos libros de poemas, una novela corta y diversos cuentos y ensayos, siendo varias veces galardonada por sus trabajos literarios, que finalmente abandonó para dedicarse por completo a la pintura.
En año 2017, el alcalde de Escalona, Don Álvaro Gutierrez Prieto pone el nombre de la artista en una de las calles del Barrio de los Pintores de dicha localidad.

## Premios, medallas y reconocimientos
- Medalla de Retrato, Salón de Otoño, Madrid, 1957.
- Premio Sésamo, Madrid, 1958.
- Primera Medalla de Artes Plásticas Universitarias, 1958.
- Premio Internacional Trullo d'Oro 1973, de la Europa Mediterránea, a la mejor exposición extranjera del año en Italia.
- Seleccionada en Mai a la Defense, Paris, 1975.
- Invitada a los Cursos de Verano de la Universidad Internacional Menéndez Pelayo de Santander desde 1975.
- Finalista con Mención de Honor en el Certamen Internacional de Artes Plásticas de Villa de Pego, Alicante, 1978.
- Premio Internacional Grolla d´Oro de la Bienal de Venecia, 1978.
- Medalla del National Museum of Fine Arts de Malta, 1978.
- Seleccionada en el Salón de Peintres-Sculpteurs del Museo de Luxemburgo, Paris, 1978.
- Becada por el Ministerio de Asuntos Exteriores Para exponer en Múnich, 1981.
- Medalla Infante Don Juan Manuel. Escalona, Toledo. 1982.
- Premio Nacional "Correo del Arte" a la Innovación Artística, 1985.
- Invitada por la Fundación Calouste Gulbenkian para realizar la exposición individual de sus obras. 1986.
- Medalla de la Asociación de Escritores y Artistas Españoles, 1988.
- Nominada al Premio Príncipe de Asturias de las Artes, 1993.
- Nombrada vocal Y Secretaria de Arte de la Asociación de Escritores y Artistas Españoles, 1994.
- Nombrada Miembro de la Sociedad Mexicana de Geografía y Estadística, 1995.
- Medalla de oro al Mérito Tecnológico en las Bellas Artes, concedida por FEDINE, Barcelona, 1996.
- Gran Cruz de los Caballeros de la Orden de Malta, Capítulo de España, 1996.
- Nombrada Académica Investigadora Numeraria de Bellas Artes de la Muy Ilustre Academia Mundial de Ciencia y Tecnología, Valencia, 1997.
- Nombrada Académica Correspondiente de la Real Academia de Bellas Artes y Ciencias Históricas de Toledo, 1999.
- Directora del programa "El Artista y Su Obra " de la Asociación de Escritores y Artistas Españoles, 2001.
- Nombrada Vocal de Cultura de la Comisión Española de la Unesco, 2003.
- Palma Académica de la muy Ilustre Academia Mundial de Ciencia y Tecnología, Valencia.
- Vicepresidenta y vocal de arte de la Asociación de Escritores y Artistas Españoles, 2004.
- Jurado del premio de pintura del Colegio de Abogados de Madrid, en los años: 1999, 2000, 2001, 2002, 2003 y 2004.

## Obras suyas en
- Museo Nacional Centro de Arte Reina Sofía Madrid.
- Fundación Calouste Gulbenkian, Lisboa. Portugal.
- Museo de la Real Academia de Bellas Artes de San Fernando, Madrid.
- Casa de la Cultura, Cáceres.
- Palacio episcopal, Cáceres.
- Museo Camón Aznar, Zaragoza.
- Museo Antonio Manuel Campoy, Cuevas de Almanzóra.
- Museo Quentovic, Francia.
- Museo Nacional de Bellas Artes, Malta.
- Museo de Arte Contemporáneo de Buenos Aires, Argentina.
- Museo de Arte Contemporáneo de Santa Fe, Argentina.
- Museo de Arte Contemporáneo de Malabo, Guinea Ecuatorial.
- Museo de Arte Contemporáneo del Mar del Plata, Argentina.
- Museo Casa de Colón, Las Palmas de Gran Canaria.
- Sección de Grabados y Estampas de la Biblioteca Nacional de España, Madrid.
- Caja de Ahorros de Santander y Cantabria.
- Centro UNESCO de Oporto, Portugal.
- Museo de Arte Contemporáneo de Dolores, Argentina.
- Cámara Oficial de Comercio e Industria, Toledo.
- Iglesia de Santa Maria de los Alcázares, Maqueda, Toledo.
- Centro social de mayores del Excelentísimo Ayuntamiento de Escalona, Toledo.
- Caja de Madrid, Madrid Y Barcelona.
- Tabacalera S.A (Madrid).
- Fundación Ingeniero Antonio de Almeida, Oporto, Portugal.
- Colección de arte del ayuntamiento de Palamós, Legado de Francesc Galí, Tarragona.
- Museo de dibujo del Castillo de Larrés, Sabiñanigo, Huesca.
- Casa de la torre, Casa de Dulcinea, El Toboso.
- Museo Redondo de Santander, "Casa del Riojano".
- Real Academia de Bellas Artes y Ciencias Históricas de Toledo.
- Y en múltiples Colecciones Privadas en España, Francia, Italia, Inglaterra, Estados Unidos, Suecia, Malta Y Portugal.

## Ilustraciones suyas en los siguientes libros
- La mujer, una revolución en marcha (Carmen Sarmiento).
- Dos días Antes (Luis Blanco Vila).
- El campo en la literatura española (Guillermo Díaz Plaja).
- Derechos capitales (Cruz Roja Española).
- Mujeres, sexismo y sociedades (Andrée Michel).
- "Calandrajas". Papeles de Arte y pensamiento.
- El Quijote entre todos * AACHE Ediciones * 1999.
- Poemas de amor y dolor y El silencio y la palabra (Piedad González-Castell Zoydo).
- Os doy mi corazón, (Piedad González-Castell Zoydo).
- Área Cultural de la Diputación Provincial de Badajoz.
- Carteles por toda España anunciadores de la Gran Vigilia de la Inmaculada.